# Thermonectus
Thermonectus is een geslacht van kevers uit de familie  waterroofkevers (Dytiscidae).
Het geslacht is voor het eerst wetenschappelijk beschreven in 1833 door Dejean.

## Soorten
Het geslacht omvat de volgende soorten:
- Thermonectus alfredi Griffini, 1898
- Thermonectus basillaris (Harris, 1829)
- Thermonectus batesi Sharp, 1882
- Thermonectus circumscriptus (Latreille, 1809)
- Thermonectus cuneatus Sharp, 1882
- Thermonectus depictus Sharp, 1882
- Thermonectus duponti (Aubé, 1838)
- Thermonectus intermedius Crotch, 1873
- Thermonectus laporti (Aubé, 1838)
- Thermonectus leprieuri J.Balfour-Browne, 1944
- Thermonectus margineguttatus (Aubé, 1838)
- Thermonectus marmoratus (Gray, 1831)
- Thermonectus nigrofasciatus (Aubé, 1838)
- Thermonectus nobilis Zimmermann, 1924
- Thermonectus sibleyi Goodhue-McWilliams, 1981
- Thermonectus simulator Sharp, 1882
- Thermonectus succinctus (Aubé, 1838)
- Thermonectus variegatus (Laporte, 1835)
- Thermonectus zimmermani Goodhue-McWilliams, 1981